# Zhenren
Zhenren (chinesisch 真人, Pinyin Zhēnrén – „Wahrer Mensch“) bezeichnet ein Ideal des Daoismus und Buddhismus.
Im Buddhismus bezeichnet der Begriff einen Arhat.
Im Daoismus hat ein Zhenren die Wahrheit erlangt, existiert in Einheit mit dem Universum und verwirklicht das Dao. Dieser Zustand wurde mit dem Konzept der Erleuchtung gleichgesetzt, da der wahre Mensch vollkommen frei ist von Konzepten, Vorstellungen und Beschränkungen und so in der absoluten Freiheit und Leere des Dao ist.
Zum ersten Mal in der Geschichte der chinesischen Philosophie erschien der Begriff des daoistischen Heiligen (聖人,  Shèngrén) im Daodejing, wo er den erleuchteten Herrscher bezeichnet. Im Zhuangzi wird dieses Konzept aufgegriffen und als Zhenren bezeichnet, der Begriff wird im 6. Buch, Kapitel 1. des Zhuangzi beschrieben. Demnach ist ein Zhenren frei von jeder individuellen Perspektive, frei von Vorlieben und Abneigungen, eingebunden in die natürlichen Prozesse des Lebens (siehe Wu wei) und befreit von jeglicher Todesangst. In anderen Begriffen wird der Zhenren bei Zhuangzi auch Zhiren („Vollkommen verwirklichter Mensch“) oder Shenren („Spiritueller Mensch“) genannt.
Auch das Huainanzi verwendet den Begriff Zhenren, es heißt dort, der wahre Mensch werde nicht geboren und sterbe nicht, sei leer und doch erfüllt. In späteren daoistischen Schriften steht der Zhenren über den Unsterblichen (Xian) und unterhalb einer Gottheit. Seit der Tang-Dynastie wird der Begriff für bedeutende historische Persönlichkeiten und daoistische Meister verwendet. Jedoch schon Zhuangzi wurde Nanhua Zhenren genannt, der wahre Mensch von Nanhua, weshalb Zhuangzis Werk auch Nanhua Zhenjing, „Das wahre Buch von Nanhua“ genannt wird.